# Sansare
Sansare é uma cidade da Guatemala do departamento de El Progreso.